# Bowen Developmental Road
Die Bowen Developmental Road ist eine Fernverkehrsstraße in Queensland, Australien und wird als Staatsstraße 77 geführt. Er hat eine Länge von 257 km und verläuft in Nordost-Südwest-Richtung von Bowen an der Ostküste Australiens bis zur Gregory Developmental Road in Belyando Crossing am Nairana-Nationalpark.
In ihrem Verlauf überquert die Straße die Clark Range und die Leichhardt Range. Bis zur Station Whynot ist sie asphaltiert. Die letzten 70 km sind unbefestigte Piste.
Der höchste Punkt im Verlauf des Highways liegt auf 394 m, der niedrigste auf 8 m.